# Suhrkamp Verlag

Logotipo da Suhrkamp

A Suhrkamp Verlag é uma editora alemã fundada em 1950 e geralmente considerada como uma das mais importantes  da  Europa.
Anteriormente sediada em Frankfurt, desde janeiro de 2010 a sede da empresa foi transferida para Berlim.

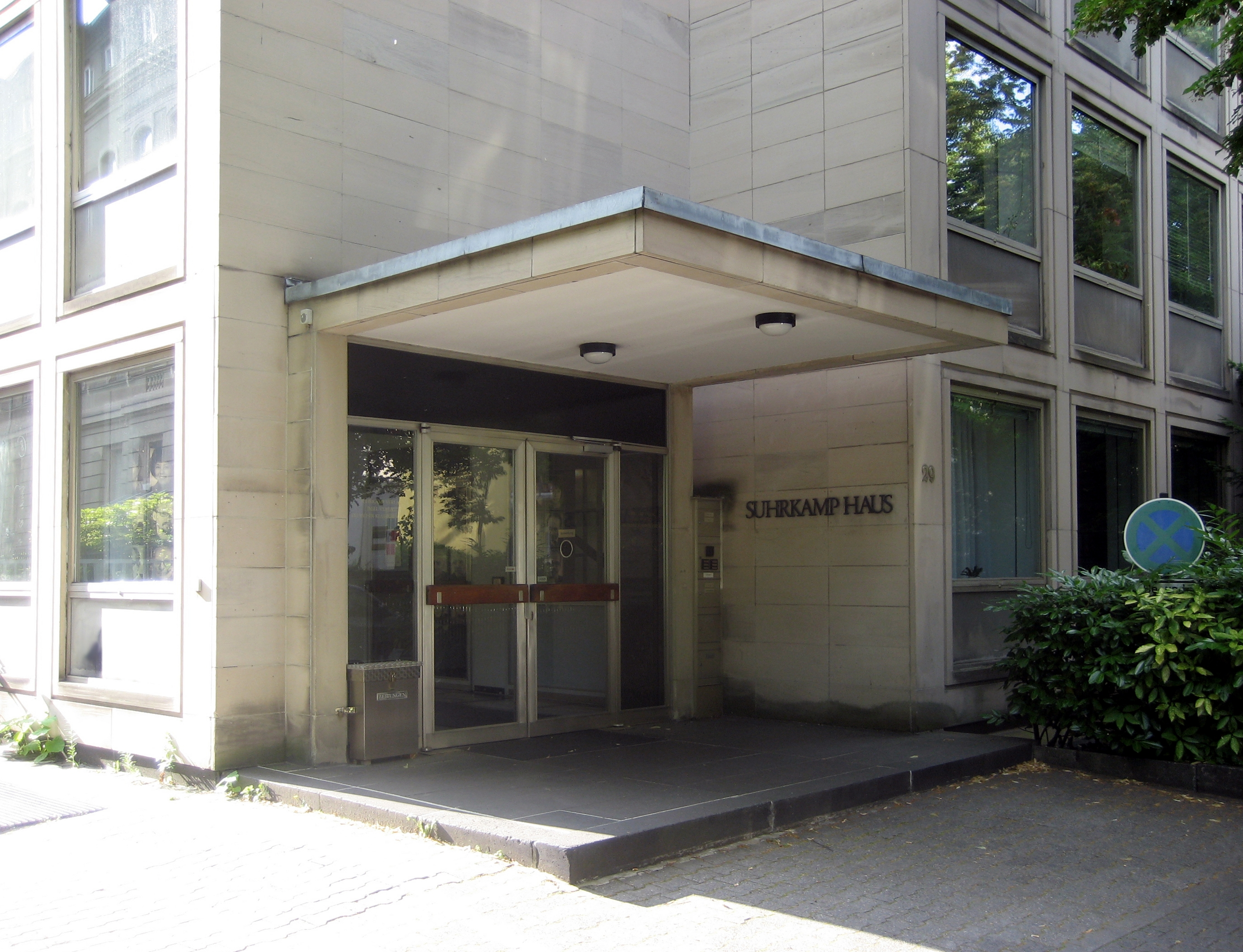
Edifício histórico (depois demolido) da editora Suhrkamp, em Frankfurt.

Em 2008, os dois principais acionistas entraram em conflito aberto, trocando acusações mútuas de má gestão. A Suhrkamp declarou-se insolvente em 2013, depois de uma longa batalha legal entre seus proprietários.A saída encontrada foi transformá-la em sociedade anônima. Mais recentemente, a entrada de um novo investidor permitiu estabilizar a editora. 

## História
A editora foi fundada por Peter Suhrkamp (1891-1959), que já havia dirigido a renomada  Fischer Verlag a partir de 1936, quando a censura   nazista colocou em risco a existência da S. Fischer Verlag por publicar muitos autores não aprovados pelo regime.  Em 1935, Gottfried Bermann Fischer conseguiu fazer um acordo com o Ministério da Propaganda, segundo o qual a publicação de autores não aceitos deveria ocorrer fora da Alemanha, enquanto os autores "arianizados" seriam publicados  dentro do país, mas a editora deveria passar a ser dirigida por Peter Suhrkamp. A família do proprietário, Gottfried Bermann-Fischer, deixou a Alemanha e fundou uma sucursal de sua editora em Viena. Apesar do acordo, Suhrkamp acabou por ser preso pela Gestapo em 1944, tendo sido enviado a um campo de concentração. Seguindo a sugestão de Hermann Hesse, deixou a  Fischer para fundar a sua própria editora. Em 8 de outubro de 1945, tornou-se o primeiro alemão a receber das autoridades britânicas  uma licença para abrir uma editora.  Na ocasião, 33 dos 48  autores ligados à Fischer preferiu mudar para a Suhrkamp. Entre os primeiros que publicaram pela nova editora destacam-se  o próprio Hesse, Rudolf Alexander Schröder, Thomas Mann, Max Frisch, Gerhart Hauptmann e Bertolt Brecht, além de T. S. Eliot e George Bernard Shaw.  A editora também reeditou a maior parte dos grandes filósofos alemães assim como dos contemporâneos: os frankfurtianos Theodor W. Adorno,  Jürgen Habermas e Axel Honneth, além de  Hans Jonas, Reinhart Koselleck, Burghart Schmidt, Peter Sloterdijk, entre outros.
Em 1952, Siegfried Unseld ingressou, como editor, na Suhrkamp Verlag. Em 1957, tornou-se acionista. Por ocasião da morte de Peter Suhrkamp, em 1959, Unseld assumiu o comando da editora, permanecendo na função  até sua morte, em 2002. Sob sua direção,  a Suhrkamp Verlag se especializou em  literatura alemã do século XX, além de ensaios. 
Ulla Unseld-Berkéwicz sucedeu seu marido em 2002. Como presidente da fundação  Suhrkamp (controladora), ela detinha 61 % das ações. A partir de 2006/2007 começa uma longa disputa com um novo  acionista -  o empresário de mídia Hans Barlach, detentor de 39 % das ações -,  que moveu várias ações judiciais contra os administradores da editora, acusando-os de má gestão. Quando a editora foi transformada em sociedade anônima,Barlach perdeu poder. Morreu em 15 de julho de 2015, aos 59 anos.Ulla, embora tenha deixado a diretoria da editora, passando a atuar no Conselho Fiscal, é muito próxima do atual diretor, Jonathan Landgrebe.